# Handicap (golf)
Handicapsystemet är ett sätt att jämna ut skillnader mellan golfspelare av olika skicklighet. Detta görs genom att spelarna har ett numeriskt värde med en decimal mellan 0,0 och 54,0, som de får subtrahera sin bruttopoäng med. Detta värde kallas handicap (HCP), eller exakt EGA handicap. Ju skickligare spelare desto lägre handicap. Handicapsystemet används för att en skicklig golfare och en mindre skicklig ska kunna tävla mot varandra på någorlunda lika villkor.
En spelare med handicap noll brukar i Sverige kallas scratchspelare, och handicapvärde noll kallas ibland helt enkelt scratch.
Elitspelare kan sänka sin handicap förbi scratch och får då plushandicap, till exempel +1.2. Spelar de en handicaptävling ska de då lägga till slag till sitt bruttoscore.
En nybörjare ges alltid handicap 54. Nybörjaren spelar från början inte från ordinarie tee (utslagsplats) utan från 150 m från green på varje hål. När nybörjaren klarar 5 slag per hål på minst 9 hål därifrån spelar nybörjaren i fortsättningen från den plats där fairway börjar på varje hål. När nybörjaren klarar 2 över par därifrån går nybörjaren bak till röd tee. När nybörjaren klarar 2 över par från röd tee får han eller hon officiell handicap 36,0.
Man kan sänka och höja sin handicap genom att spela ronder.

## Tillämpning
I de flesta länder i Europa och Nordamerika har varje golfbana ett slopevärde som avgör hur många slag utöver banans par som spelaren erhåller under rundan. Antalet slag kallas spelhandicap. Syftet med slopesystemet är att utjämna olika golfbanors svårighetsgrad, så att en ändring i handicap ska bli rättvisande oavsett vilken golfbana som spelats.
Slopesystemet bygger på att en golfbana utvärderas på så sätt att olika svårigheter får poäng. Dessa poäng sammanfattas dels hur många slag en spelare med hcp noll får (scratchvärde), dels hur många slag en spelare med handicap 20,0 får (bogeyvärde). Sedan tas banvärde och slopevärde fram. Namnet slope kommer från att den siffran används som lutningskoefficient i en formel.
För att ta reda på hur många extra slag (spelhandicap) man får på en golfbana, givet sin exakta handicap, kan man antingen använda en slopetabell som finns på varje golfbana, eller använda nedanstående formel:
{\displaystyle Spelhandicap=Exakthandicap\ {\frac {Slopevarde}{113}}+(Banvarde-Banans\ par)}
Banans slopetabell visar dels en kolumn med ett intervall av exakt handicap och en kolumn med det antal slag denne erhåller, spelhandicap.
Spelhandicap läggs till banans par och fördelas enligt hålens handicapindex. Fördelningen av antalet slag börjar på det hål som har handicapindex 1. Därefter fördelas slagen till de har tagit slut. Om spelhandicap är större än 18 så fortsätter fördelningen om från handicapindex 1.
Exempel enligt slopetabell och scorekort nedan:
- En spelare med handicap 15,5 erhåller 18 slag. Ett slag per hål läggs till par på varje hål.
- En spelare med handicap 12,4 erhåller 14 slag. Ett slag per hål läggs till par utom på hål med handicapindex 15, 16, 17 och 18.
- En spelare med handicap 17,2 erhåller 20 slag. Ett slag per hål läggs till par och dessutom ytterligare ett slag på hål med handicapindex 1 och 2.

En stor fördel med slopesystemet är att det tar hänsyn till vilken utslagspunkt, tee, som spelaren använder under ronden. En manlig spelare kan således välja att spela från samma tee som sin kvinnliga spelkamrat ("röd" i tabellen nedan), men tappar då ett antal handicapslag jämfört med om han skulle slagit ut från herrteen ("gul" i tabellen).
I Sverige förekommer som mest fyra teer. De är i längdordning vit, gul, blå och röd. Vit tee erbjuder den längsta banan, röd den kortaste. I handicapsammanhang ger spel på vit tee flest extraslag och röd minst.
Från och med 2020 kommer ett nytt världsomfattande handicapsystem användas globalt, inklusive Sverige.

## Exempel
| Slopetabell | Slopetabell  |
| Handicap    | Spelhandicap |
| ----------- | ------------ |
| +4,0–+3,5   | −5           |
| +3,4–+2,7   | −4           |
| +2,6–+1,8   | −3           |
| +1,7–+1,0   | −2           |
| +0,9–+0,1   | −1           |
| 0,0–0,7     | 0            |
| 0,8–1,6     | 1            |
| 1,7–2,4     | 2            |
| 2,5–3,3     | 3            |
| 3,4–4,1     | 4            |
| 4,2–5,0     | 5            |
| 5,1–5,8     | 6            |
| 5,9–6,7     | 7            |
| 6,8–7,5     | 8            |
| 7,6–8,4     | 9            |
| 8,5–9,2     | 10           |
| 9,3–10,1    | 11           |
| 10,2–10,9   | 12           |
| 11,0–11,8   | 13           |
| 11,9–12,6   | 14           |
| 12,7–13,5   | 15           |
| 13,6–14,3   | 16           |
| 14,4–15,2   | 17           |
| 15,3–16,0   | 18           |
| 16,1–16,9   | 19           |
| 17,0–17,7   | 20           |
| 17,8–18,6   | 21           |
| 18,7–19,4   | 22           |
| 19,5–20,3   | 23           |
| 20,4–21,1   | 24           |
| 21,2–22,0   | 25           |
| 22,1–22,8   | 26           |
| 22,9–23,7   | 27           |
| 23,8–24,5   | 28           |
| 24,6–25,4   | 29           |
| 25,5–26,2   | 30           |
| 26,3–27,1   | 31           |
| 27,2–27,9   | 32           |
| 28,0–28,8   | 33           |
| 28,9–29,6   | 34           |
| 29,7–30,5   | 35           |
| 30,6–31,3   | 36           |
| 31,4–32,2   | 37           |
| 32,3–33,0   | 38           |
| 33,1–33,8   | 39           |
| 33,9–34,7   | 40           |
| 34,8–35,5   | 41           |
| 35,6–36,0   | 42           |

| Scorekort | Scorekort | Scorekort | Scorekort | Scorekort |
| Hål       | Par       | Index     | Gul       | Röd       |
| --------- | --------- | --------- | --------- | --------- |
| 1         | 5         | 7         | 405       | 324       |
| 2         | 4         | 11        | 278       | 222       |
| 3         | 3         | 3         | 147       | 118       |
| 4         | 4         | 17        | 326       | 261       |
| 5         | 4         | 1         | 300       | 240       |
| 6         | 3         | 15        | 110       | 88        |
| 7         | 4         | 5         | 277       | 222       |
| 8         | 5         | 13        | 417       | 334       |
| 9         | 4         | 9         | 312       | 250       |
| UT        | 36        |           | 2572      | 2059      |
| 10        | 4         | 12        | 291       | 233       |
| 11        | 4         | 2         | 272       | 218       |
| 12        | 5         | 14        | 407       | 326       |
| 13        | 4         | 6         | 315       | 252       |
| 14        | 3         | 16        | 143       | 114       |
| 15        | 4         | 8         | 333       | 266       |
| 16        | 5         | 18        | 357       | 286       |
| 17        | 3         | 4         | 132       | 106       |
| 18        | 4         | 10        | 293       | 234       |
| IN        | 36        |           | 2543      | 2035      |
| UT        | 36        |           | 2572      | 2059      |
| S:A       | 72        |           | 5115      | 4094      |